# Riccardia adglutinata
Riccardia adglutinata là một loài rêu trong họ Aneuraceae. Loài này được A. Evans mô tả khoa học đầu tiên năm 1930.